# Marea Moschee din Asmara
Marea Moschee din Asmara (în italiană Grande Moschea di Asmara; cunoscut alternativ sub numele de Al Kulafah Al Rashidan, Al Kulafah Al Rashidin, Al Kuaka Al Rashidin sau Al Khulafa Al Rashiudin; în arabă :جَـامِـع الْـخُـلَـفَـاء الـرَّاشِـدِيْـن romanizat Jāmi‘ al-Khulafā’ ar-Rāshidīn, „Moscheea califilor succesori”) este o moschee situată în centrul Asmarei, capitala Eritreei. Este considerată a fi una dintre cele trei edificii importante ale orașului, împreună cu Biserica Sfintei Fecioarei a Rozariului și Catedrala coptă Enda Mariam. Proiectat de Guido Ferrazza, a fost construit în 1938 la inițiativa lui Benito Mussolini, pentru a impresiona populația musulmană, care constituia aproximativ 50% din totalul locuitorilor. Expresia arabă al-Khulafā 'ar-Rāshidīn poate însemna "adepți ai căii corecte".

## Caracteristici

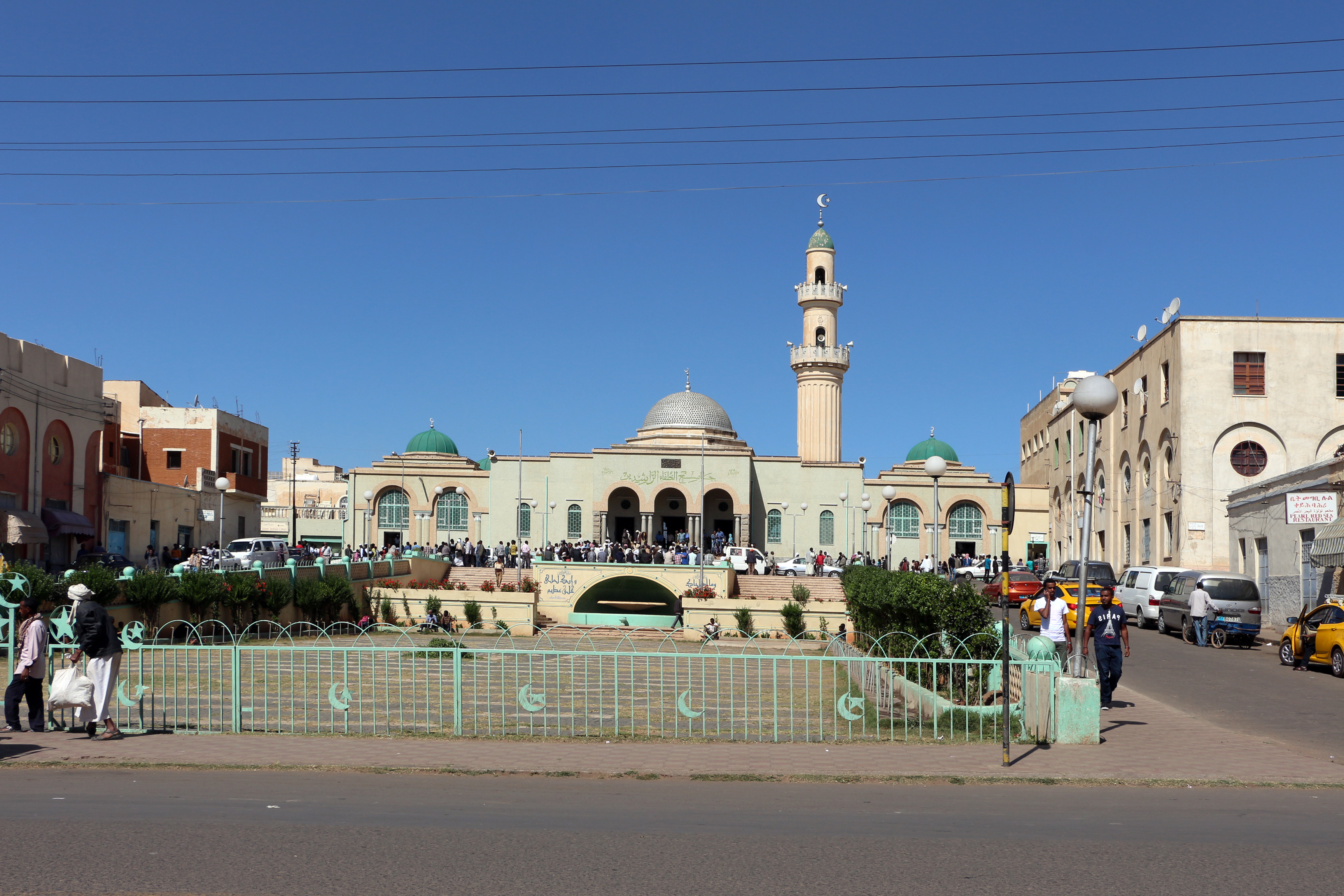
Vedere panoramică

Moscheea a fost proiectată de Guido Ferrazza, ca un amestec între stilurile arhitecturale raționalist, clasic și islamic. Minaretul canelat și având un design roman, este vizibil din toate părțile orașului. Are două platforme și două balcoane în stilul rococo italian sau în stilul baroc târziu. Sub minaret, fascia moscheii are o logie neoclasică (cu galerii exterioare), care este împărțită în trei părți. Coloanele duble ale clădirii sunt realizate din travertin din Dekemhare și sunt prevăzute cu capiteluri din marmură de Carrara. Alte caracteristici includ cupole și arcade islamice. Miḥrabul moscheii (arabă: مِـحْـرَاب, o nișă îndreptată spre direcția orașului Mecca) este confecționat din marmură de Carrara. Marmură din aceeași carieră este folosită și în alte zone ale acestei moschei. Curtea deschisă din fața moscheii este acoperită cu dale de piatră neagră așezate într-un design geometric.